# 費爾派爾峰

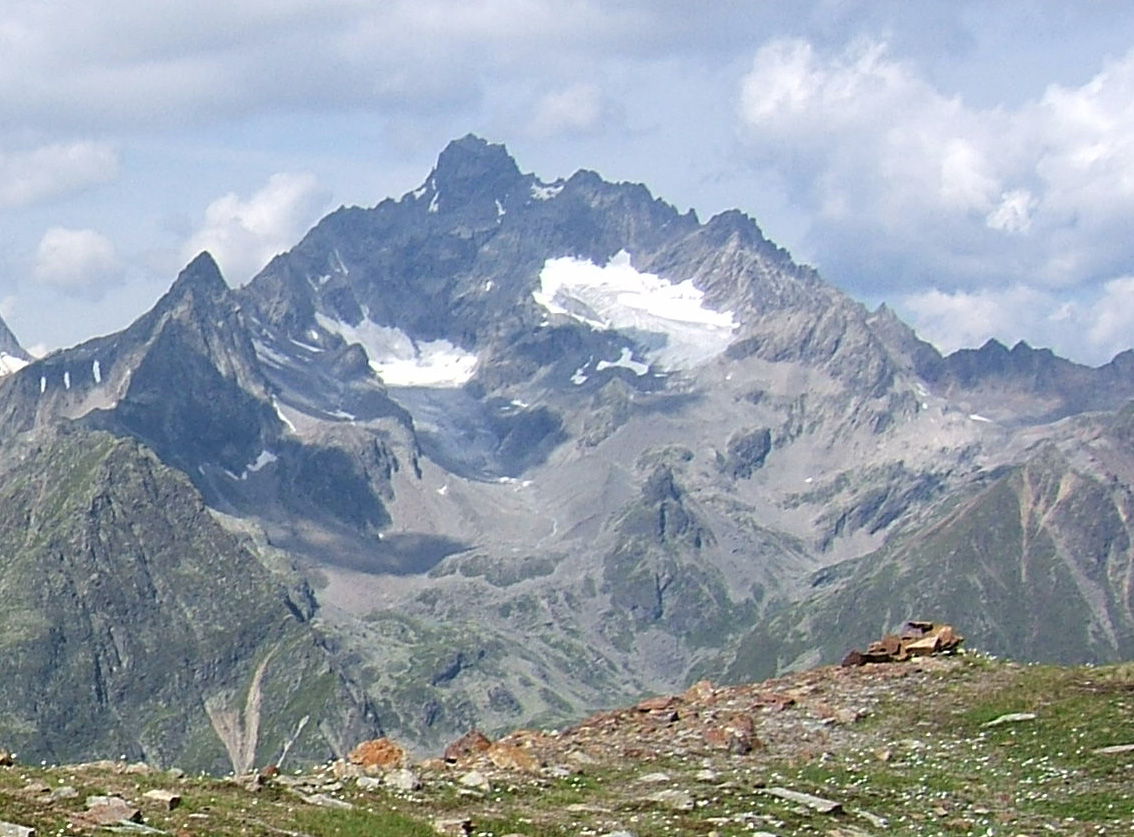

47°00′12″N 10°48′18″E / 47.00333°N 10.80500°E
費爾派爾峰（德語：Verpeilspitze），是奧地利的山峰，位於該國西部，由蒂羅爾州負責管轄，屬於奧茲塔爾阿爾卑斯山脈的一部分，海拔高度3,425米，人類在1886年9月4日首次登頂。